# Alexandrova technika
Alexandrova technika je způsob práce s tělem, který skrze hlubší uvědomění pohybů a celkového postoje usiluje o odbourání škodlivých návyků a o navrácení těla jeho přirozené rovnováze. Tuto techniku vyvinul Frederick Matthias Alexander, profesí divadelní herec, původně jako způsob jak řešit chronickou únavu hlasu, která mu téměř znemožňovala vykonávat jeho povolání.